# Willy Marschler

Willy Marschler

Willy Marschler (* 12. August 1893 in Liegnitz; † 8. November 1952 in Karlsruhe) war ein deutscher Politiker (NSDAP) in Thüringen.

## Leben
Marschler wurde als Sohn eines Mühlenbesitzers geboren. Er besuchte von 1900 bis 1907 Volksschulen in Liegnitz und Plauen. Nach einer dreijährigen kaufmännischen Lehre arbeitete Marschler bis 1914 als kaufmännischer Angestellter. Von 1914 bis 1918 nahm er am Ersten Weltkrieg teil und war ab 1919 bis 1923 als Handlungsgehilfe und Eisenhändler in Halle und Ilmenau tätig. Zusätzlich war er ab 1919 im Deutschnationalen Handlungsgehilfen-Verband und im Bühnenvolksbund ehrenamtlich tätig.
Im November 1922 trat Marschler in die NSDAP ein und wurde Mitglied der Ortsgruppe Ilmenau, die ab 1923 Fritz Sauckel leitete. Am 10. Februar 1924 folgte die Wahl Marschlers in den Landtag Thüringens, anfangs als Abgeordneter der DVFB (Deutsch-Völkische Freiheitsbewegung). Dem Landtag gehörte er bis zur Auflösung am 14. Oktober 1933 als Mitglied der NSDAP-Fraktion an. Nach der Aufhebung des Parteiverbots trat er zum 7. Dezember 1925 wieder in die NSDAP ein (Mitgliedsnummer 24.216). Vom 23. Januar 1930 bis zum Rücktritt, nach einem erfolgreichen Misstrauensantrag der SPD am 1. April 1931, war er als Staatsrat für Weimar Regierungsmitglied ohne Geschäftsbereich der Regierung Baum-Frick. Daneben hatte er das ehrenamtliche Amt des Bevollmächtigten für Thüringen für die Gemeinnützige Aktiengesellschaft für Angestellten-Heimstätten Berlin inne.
Nach dem Wahlsieg der NSDAP zum VI. Thüringer Landtag wurde Marschler am 26. August 1932 Staatsminister für Finanzen und Wirtschaft in einer Landesregierung mit Fritz Sauckel als Vorsitzendem des Staatsministeriums, ehe er am 8. Mai 1933 als Ministerpräsident Nachfolger von Sauckel wurde. Er blieb weiterhin Finanz- und Wirtschaftsminister und nach dem Ausscheiden von Fritz Wächtler wurde er im Januar 1936 noch zusätzlich Volksbildungsminister. Die eigentliche Macht in Thüringen hatte allerdings der neue Reichsstatthalter Sauckel. Ihm war der Ministerpräsident verantwortlich und Sauckel musste die von der Landesregierung erlassenen Gesetze bestätigen. Daneben war Marschler von 1931 bis 1932 Bürgermeister von Ohrdruf und ab November 1933 Mitglied des Reichstags. 1937 wurde er auf Wunsch Sauckels in den Vorstand der Stiftung Nietzsche-Archiv aufgenommen. 1940 wurde er zum Leiter des Landesamtes Thüringen für den Vierjahresplan und 1943 zum SA-Obergruppenführer ernannt. Marschler wurde mit dem Goldenen Parteiabzeichen und dem Silbernen Gauadler ausgezeichnet. 
Der Rhönplan des mainfränkischen Gauleiters Otto Hellmuth führte zur Aufstellung eines eigenen, oft als „Marschler-Plan“ bezeichneten Rhönplans und zu einem innerparteilichen Konflikt, der bis zum Obersten Parteigericht der NSDAP eskalierte und erst auf Anweisung Adolf Hitlers beendet wurde. Im Unterschied zu Hellmuths Rhönplan sah der Marschler-Plan keine rassebiologischen Untersuchungen der Bevölkerung und keine Absiedlungen vor, sondern lediglich landwirtschaftliche und infrastrukturelle Verbesserungsmaßnahmen, aufbauend auf den schon vor 1933 durchgeführten Notstandsarbeiten.
Am 30. Mai 1945 nahm die US-Armee Marschler in Gera gefangen. Es folgten eine Internierung und aufgrund einer schweren Krankheit am 10. Oktober 1946 die Entlassung auf Bewährung aus einem Internierungslager bei Darmstadt. 1948/49 verurteilte ihn eine bayerische Spruchkammer. Nach einem Aufhalt in Dortmund lebte er bis Januar 1950 in Ermershausen. Danach zog er nach Karlsruhe, wo er im Geschäft seiner Ehefrau arbeitete.